# Sui fiumi di Babilonia
Sui fiumi di Babilonia (By the Waters of Babylon) è un racconto postapocalittico del 1937 dello scrittore statunitense Stephen Vincent Benét.

## Storia editoriale
Il racconto fu pubblicato per la prima volta il 31 luglio 1937 su The Saturday Evening Post con il titolo The Place of the Gods.
Fu ripubblicato nel 1943 in The Pocket Book of Science Fiction.
Benét scrisse il racconto in risposta al bombardamento di Guernica del 25 aprile 1937, in cui le forze militari della Legione Condor distrussero la maggior parte della città dei Paesi Baschi durante la guerra civile spagnola. 
Il titolo originale fu cambiato da Benét in occasione della prima pubblicazione in antologia, Thirteen O'Clock (Fenton, 1958). Il titolo successivo By the Waters of Babylon fa riferimento al primo verso del Salmo 137.
Il racconto è antecedente all'impiego delle prime armi atomiche nel 1945, ma la descrizione di Benét del "Grande rogo" è simile alle successive descrizioni degli effetti dei bombardamenti atomici di Hiroshima e Nagasaki. La sua "nebbia mortale" e il "fuoco che cadeva dal cielo" sembrano inquietantemente premonitori delle descrizioni delle conseguenze delle esplosioni nucleari. Tuttavia, la "nebbia mortale" potrebbe anche essere un riferimento alle armi chimiche della Prima guerra mondiale, in particolare al gas mostarda, una temuta arma da guerra che la generazione di Benét conosceva bene. Il racconto fu scritto nel 1937, cinque anni prima dell'inizio del Progetto Manhattan e otto anni prima che il pubblico ne fosse ampiamente a conoscenza.

## Trama
Ambientata in un futuro successivo alla distruzione della civiltà industriale, la storia è narrata da un giovane che è figlio di un sacerdote. I sacerdoti del popolo del protagonista (il popolo delle colline) sono persone curiose associate al divino. Sono gli unici in grado di maneggiare il metallo raccolto dalle case (chiamate "Luoghi Morti") di persone morte da tempo che credono essere divinità. La trama segue la missione che si è auto-assegnato per raggiungere il Luogo degli Dei. Suo padre gli permette di intraprendere un viaggio spirituale, senza rendersi conto che il figlio sta andando nel luogo proibito.
Il giovane viaggia attraverso la foresta per otto giorni e attraversa il fiume Ou-dis-sun. Una volta arrivato al Luogo degli Dei, John percepisce l'energia e la magia che vi si trovano. Vede la statua di un "dio"—in realtà, un umano—con la scritta "ASHING" alla base. Vede anche un edificio con la scritta "UBTREAS". Dopo essere stato inseguito dai cani e aver salito le scale di un grande edificio, John vede un dio morto. Dopo aver visto il suo volto, ha l'epifania che gli dei erano esseri umani il cui potere aveva sopraffatto il loro buon senso. Dopo essere tornato alla sua tribù, John racconta al padre di "quel posto, New York". Il padre lo mette in guardia dal raccontare le sue esperienze agli altri membri della tribù, perché a volte troppa verità è una cosa negativa, che deve essere raccontata poco a poco. La storia si conclude con la convinzione del protagonista John che, una volta diventato capo sacerdote, "dobbiamo costruire di nuovo".

## Opere derivate
Il racconto venne adattato nel 1971 in un dramma in atto unico da Brainerd Duffield.

## Influenza culturale
La novella del 1937 di Ayn Rand Anthem, pubblicata in italiano come Antifona e di poco successiva, potrebbe essere stata ispirata da questo racconto.
Nel 1955 Edgar Pangborn scrisse The Music Master of Babylon, una storia postapocalittica raccontata dal punto di vista di un pianista che vive da solo in una New York in rovina e che, dopo decenni di totale isolamento, incontra due giovani di una nuova cultura sorta nel mondo, che vengono a esplorare la città in rovina. Pangborn ha rappresentato un mondo diverso da quello di Benét, ma ha fatto riferimento alla storia di Benét nel titolo e in molti dettagli del racconto. Pangborn tornò a quel mondo devastato nei suoi scritti successivi, tra cui il romanzo Davy.